# Сан Вито ал Торе
Сан Вѝто ал То̀ре (на италиански: San Vito al Torre; на фриулски: San Vît de Tôr, Сан Вит де Тор) е село и община в Северна Италия, провинция Удине, автономен регион Фриули-Венеция Джулия. Разположено е на 17 m надморска височина. Населението на общината е 1358 души (към 2010 г.).